# ドッキリ
ドッキリとは、バラエティ番組の内容のひとつ。番組進行を知らない、または虚偽の進行だけ知らされている出演者を騙したりイタズラを仕掛けたりして、出演者の反応を楽しむという手法。また、個人間でのイタズラなどもドッキリということがある。
語源は「ドッキリする」という心臓の鼓動が高まるほど驚く様子を表す言葉である（元祖どっきりカメラの影響 : #歴史節参照）。最後にネタばらしを行うが、ネタばらしは仕掛け人と呼ばれる進行役が「（ドッキリ）大成功」「テッテレー」などと書かれたプラカードを持って登場する方式が多い。

## 歴史
1969年に日本テレビで放送された番組「なんでもやりまショー」の1コーナー「どっきりカメラ」が日本における元祖といわれる。その後、同コーナーは「元祖どっきりカメラ」として独立した番組となり人気を博す。同番組終了後は単発番組あるいはレギュラー番組内の単発企画として他局の番組でも頻繁に放送されるようになり、さまざまなドッキリの手法が考案された。ドッキリの普及によって近年は芸能人（特にお笑いタレント）側がドッキリに対して耐性があり状況を察して警戒してしまう傾向にあるため、ドッキリは逆ドッキリや数週間や数か月と長期に渡って仕掛ける方式が増加している。
かつては一般人をターゲットにしたドッキリ番組もあったが、手法によっては自身のPRになる芸能人と異なり、一般人はターゲットにされれば一方的に自分の恥を晒され、視聴者の笑い者にされる結果になるため、その場でターゲットを激怒させ、仕掛け人が殴打されるなど予想外の報復を受けたケースもある。ターゲットが暴力団関係者だった場合は身体・生命が危険に晒されるトラブルに発展する恐れがあり、警察関係者だった場合は公務執行妨害などで検挙の対象となる恐れがある。また、大御所芸能人をターゲットにした結果、その大御所芸能人の心情を著しく害し、芸能界を強制的に引退（事実上の永久追放）に追い込まれた例もある。
また、ターゲットの心情を著しく害した場合、名誉毀損罪や侮辱罪などで告訴され刑事事件になったり、損害賠償請求訴訟を起こされる恐れもある。また、放送倫理の厳格化が進み、放送局や番組の運営上も世論による厳しい非難が予想され、番組の打ち切りや放送局経営陣が辞任または解任に追い込まれる危険性が予想されることから、一般人に対してはインタビュードッキリを除き、行われるケースは稀となった。
芸能人を相手にしたドッキリ企画にしても、これがきっかけとなって仕掛けられた人物と企画を受けた所属事務所の関係が悪化してしまうケースもあるなど、芸能事務所側にとってのリスクも小さくないことから、事務所側もこの種の企画に対して消極的になり、結果として、一部のお笑いタレントを例外とすれば行われることは少なくなっている。また、現在では行われるものにしてもお笑いバラエティ番組が中心であり、ターゲットもお笑いタレントやバラエティで自らが笑いの対象にされることを許容している芸能人が大半であるため、果たしてターゲットを本気で驚かせるドッキリの企画なのか、それともドッキリ番組の体裁を利用したパロディとして脚本の下で制作されている計算づくの企画なのか、判別の付かない様な内容のものも多い。さらに言えば、ターゲットとしていわゆるリアクション芸人ばかりを並べるなど、ドッキリの体裁を利用して芸人のリアクションで笑わせるパロディであることを事実上最初から明示しているような企画も珍しくない。
ドッキリ企画は上述のような事実上のやらせで行なわれるものを除き、ほぼ例外なくターゲットとなる人物（一般人・芸能人を問わず）にとって不快な思いをさせかねないため、この手のジャンルそのものに嫌悪感を持つ人はかなりおり、批判的な見解を示す意見が根強い。近年ではターゲットの憧れのアスリートや大好きな芸能人が突然現れる、思わぬところからターゲットの大好物が出てくるなど、ドッキリ手段のポジティブ化のような見直しも行われている。
なお、ドッキリ番組によっては「この番組は専門家の指導のもとに作られています。絶対にマネをしないでください。」などと注意文が書かれることもある。

## 日本国外におけるドッキリ番組
日本国外でもヨーロッパやカナダなどで一般人や有名人をターゲットにしたドッキリ番組が放送されており、日本でも「世界まる見え!テレビ特捜部」（日本テレビ）などにおいてこれらの番組が放送されている。
一般人をひっかけるさまを隠しカメラなどで描く番組の始まりは、1948年8月10日にアメリカのABCテレビで放送開始された『キャンディード・カメラ』（Candid Camera）にさかのぼる。プロデューサーのアレン・フント（Allen Funt）は同様のコンセプトのラジオ番組『キャンディード・マイクロフォン』（The Candid Microphone）を1947年6月28日よりABCラジオで始めており、映画化の後、テレビに進出した。『キャンディード・カメラ』は放送局を替えたり他の番組のワンコーナーになったりを繰り返しながら1970年代末まで放送され、以後も断続的にスペシャル番組などの形で放送されている。
『キャンディード・カメラ』は1960年代のイギリスなどでも現地版が制作された。またアメリカでのドッキリ番組は1980年代末から他の制作者によっても企画されるようになり、2000年代にかけてさまざまなドッキリ番組が放送されている。
また、『ファニー・ピープル』(1976南アフリカ）のような映画版イタズラ・ドキュメントも存在する。日本でも劇場公開された。
金正男暗殺事件では、実行犯らは「日本のドッキリ番組の撮影であると騙されていた」と証言している。

## 主なドッキリの手法
寝起きドッキリ
出演者（主に女性アイドルやお笑い芸人）が宿泊しているホテルの客室へマスターキーを用いて早朝に忍び込み、熟睡しているところを起こす。ドッキリの前に使用済みの備品や飲食物を物色することもある。相手が起床した際に「おはようございます」とあいさつするのが慣例となっている。相手を起こしてその反応を窺う際には、普通に起こす場合もあれば早朝バズーカを鳴らす、からくりを使用して水風船を割るなど派手な起こし方もある。
ブーブークッション
出演者が座るイスにブーブークッションを仕掛ける。「スターどっきり」以降、番組内で使われた「マンボNo.5のBGMにあわせてリアクション部分を何度も繰り返す」という演出がひとつのフォーマットとして（ほかのドッキリでも）使われるケースがある。ただし、地味なことから単体ではなく、「ビリビリペン」も触らせるなど複数の仕込みの一つとして行う場合が多い。
偽企画
ターゲットに架空の話題や企画を持ち掛け、その内容を実行しながらこれを信じたターゲットをだますドッキリ。企画名等登場する名詞はあたかも実在するかのような名前だが、ドッキリであることをほのめかすような内容になっていることも少なくない（例：スデリキド→ドキリデス）。
キリド（キリドウ）
偽企画の一種で、「キリド」や「キリドウ」をターゲットに持ち掛ける架空の話題の名前に付け、ドッキリの最後に必要に応じてそれらを様々なアプローチで無限に連呼させる。やがて「ドッキリ」に聞こえてくる仕掛けであり、基本はこれを以てネタばらしとなる。「スターどっきり」の「キリド占い」、「濱口だましシリーズ」の「桐堂大学」など。
本人登場ドッキリ
ターゲットを仕掛けを施した部屋に誘導する、ターゲットに有名人の話を持ち掛ける、芸能人であれば偽番組や偽企画で呼び出すなどした後、ターゲットの憧れの人物や大好きな人物などが突然現れるドッキリ。バリエーションとして、スタッフの中に変装した対面相手が紛れ込んでいるというパターンや、逆ドッキリであるパターンも存在する。ものまね番組における「ご本人登場」がこれに該当する。
インタビュードッキリ
素人へ街頭インタビューを行い、ある有名人に関連した質問をいくつか行なった後、後ろや物陰からその本人が突然登場する。特に有名人に対して否定的な意見が出たところに本人が登場する場面が見所となっている。人権上の問題から、現在の番組制作において一般人を使用できる唯一のドッキリ手法ともいえる。美形芸能人についてインタビューを行い、本人が登場すると見せかけてそっくり芸のお笑い芸人が登場するというパターンもある。
やらせドッキリ
事前にターゲットの出演者に仕掛けや段取りを説明し、ターゲットには知らずに引っかかったかの様な演技をやらせる。これは他のドッキリと異なり、自然に見えるように意識しすぎて返って不自然な言動やぎこちない演技を面白おかしく取り上げる場合は、最後のネタばらしで「視聴者にはやらせであることを説明してから放送する」と言う旨を伝える。また、これとは異なり視聴者にやらせだと説明した上で放送することをターゲットにも事前に伝え、ターゲットがアドリブでどれだけ非常識で面白い状況を用意できるかを試す場合もある。2010年代の『めちゃ×2イケてるッ!』では、あからさまなドッキリ企画をいかに面白くするかを競う「スターどっきり（ゆ）報告」や、事前にドッキリが予告されている「予告寝起き選手権」が行われた。2017年の『今田×東野のカリギュラ』では自分自身で引っかかる「自作自演やらせドッキリシリーズ」が配信された。
指令ドッキリ
ドッキリの変型版。芸能人に無茶な指令（例：若い女性にふんどしを売りつけろ、アイドルに変な踊りを踊らせろなど）を出し、その実行を見て窺う。事前に打ち合わせをするだけでなく、無線を用いて相手の反応に対し臨機応変に指示を出すものもある。
解散ドッキリ
仲が良いと言われている漫才コンビの一方が相方との距離をはかるため、一方的に解散の申し出を行う（もちろん演技）。その際に両者が感極まって涙してしまうことも多く、絆の強さをうかがうことができる。バリエーションとして、司会をしているバラエティ番組で突然の降板を表明し、出演者達がショックで涙したところでネタばらし、というパターンや、仕掛け人とターゲットが逆のパターンもある。発展系として相方が警察や誘拐犯など何者かに捕まり、解散せざるを得ない状況に追い込む場合もある。また、本当に仲が悪いコンビに解散ドッキリを仕掛けた結果本当に解散する流れになってしまい、仕掛け人がネタばらしした結果ターゲットに激怒される事例もある。
イス落ち
パイプ椅子に座った瞬間、体重で座面が外れて尻もちを突く（そのように仕掛けられている）。また、バランスが崩れるとひっくり返る。変形として床が抜けるパターンや、滑り台になっているパターンなども派生した。
その他
- ウソの演技で強盗、暴力団、高額な品物の破損事故などのトラブルに巻き込まれた出演者の反応を窺う。110番通報されると虚偽申告（軽犯罪法第1条第16号違反）に発展してしまうので、その前にネタばらしがされる。『今田×東野のカリギュラ』では詐欺事件への啓蒙として詐欺選手権シリーズが行われた。
- クイズ番組・宝くじなどで一時的に大金持ちにさせる。特にクイズ番組では、ターゲット役にスタッフ（仕掛人）にクイズの答えを教えさせ（「チャンピオンクイズ」の答えも）、いざ本番ではチャンピオンクイズの問題を別の問題にして不正解にし、獲得賞品を全品没収させるという事を行う。
- グラビアアイドルなどの美女が仕事の休憩時や合コンの場で出演者（近年の日本のテレビ番組では主に男性お笑いタレントが対象となる）に対してハニートラップを仕掛け、ウソの電話番号やメールアドレスを教えたり（スタッフが前もって用意した）部屋に上がらせたりし、出演者の反応を窺う。出演者が調子に乗ったところでお仕置きを与えるケースも多い。
- いわゆる大物・ベテラン有名人（主に和田アキ子や江守徹など）が機嫌を損ねて激怒し（もちろん演技で本気ではない）、出演者の反応を窺う。
- ターゲットの周辺でさまざまな怪奇現象や心霊現象を人工的に起こし、恐怖に怯えた出演者の反応を窺う。
- 最近ではドッキリを仕掛ける前にあらかじめターゲットにネタばらしを行うものもあるが、その場合は大抵「仕掛けられたドッキリに対しどれだけ冷静さを保てるか」をターゲット達で競わせるゲーム要素を盛り込んだものである。

## 逆ドッキリ
ドッキリの進行役となるはずの仕掛け人が逆にターゲットとなる出演者にだまされる、逆ドッキリという手法も存在する。その経緯には、主に以下が挙げられる。
- 驚かすはずの相手に驚かされた（例：隠れようとしたら、そこにターゲットのはずの人物が隠れていた）[13][14]。
- ターゲットが事前にドッキリを知らされておりその対策を講じていた（例：自分が仕掛けたドッキリと同様の手段で仕返しを受けた、仕掛け人の仲間とターゲットが協力してドッキリを無力化していた、仕掛け人の道具にターゲットが細工をした）。この場合、その逆ドッキリに対してもそれと同様の対策を講じ、油断していたターゲットをだますというパターンも存在する。
- いつもはターゲットにされる人物が「仕掛け人として別の人物にドッキリを仕掛ける」という場合に、実はターゲットとされていた人物は仕掛け人で本当のターゲットはやはり自分だった。

## ドッキリ企画を行う代表的な番組
太字はドッキリに特化した番組。
- 元祖どっきりカメラ（日本テレビ系）
- スターどっきり㊙報告（フジテレビ系）ネタばらしにおける「テッテレー」の効果音が誕生した。
- いたずらカメラだ!大成功（テレビ朝日系）
- スター㊙どっきりテレビ（テレビ東京系）
- やったぜ!加トちゃん（TBS系）
- 天才・たけしの元気が出るテレビ!!（日本テレビ系）
- ビートたけしのお笑いウルトラクイズ（日本テレビ系）人間性クイズにて[11]
- ダウンタウンのガキの使いやあらへんで!!（日本テレビ系）
- めちゃ2イケてるッ!（フジテレビ系）濱口だましシリーズ。長期ドッキリの先駆け
- とんねるずのみなさんのおかげでした(フジテレビ系)
- とんねるずの生でダラダラいかせて!!(日本テレビ)
- ロンドンハーツ（テレビ朝日系）ハニートラップ企画[11]
- 内村プロデュース（テレビ朝日系）
- くりぃむナントカ（テレビ朝日系）
- 卍くりぃむVS芸能人卍卍爆笑どっきり作戦卍（日本テレビ系）
- ジャッカス (MTV)
- お笑い芸人どっきり王座決定戦スペシャル(フジテレビ系)
- 爆笑問題のドッキリ パニックフェイス王→爆問パニックフェイス!（TBS系）
- ニンゲン観察バラエティ　モニタリング（TBS系）
- うわっ!ダマされた大賞（日本テレビ系）
- AKBINGO!（日本テレビ）
- オドロキ見たいテレビ びっくりぃむ (テレビ朝日系)
- ドッキリアワード (TBS系)
- 有吉弘行のドッ喜利王 (TBS系)
- 水曜日のダウンタウン（TBS系）
- 芸能人が本気で考えた!ドッキリGP（フジテレビ系）
- 人気芸能人にイタズラ! 仰天ハプニング○連発（フジテレビ系）
- What Would You Do?（アメリカ・ABC）「プライムタイム」の1コーナー[15]
- ビビらせ邸（テレビ朝日、ABEMA）[16]
- 恵比寿マスカッツ ハニートラップTV（ABEMA）